# Cianidina
La cianidina è un pigmento organico naturale appartenente alla classe delle antocianidine. Ha un caratteristico colore rosso-arancio, anche se questo può cambiare con il pH, le soluzioni del composto sono di colore rosso a pH <3, viola/blu a pH 7-8, e giallo a pH >11.
È presente in grande quantità nei frutti rossi, mele, prugne, cavolo rosso e cipolla rossa. Oltre alle proprietà antiossidanti la cianidina si presume che possa inibire l'obesità, combatta il diabete e abbia effetti antinfiammatori.

## Sintesi ed estrazione
La cianidina si estrae tramite infusione delle verdure in acqua calda per 10-15 minuti. Il liquido assumerà una colorazione violacea e in esso sarà disciolta la cianidina. Se si lascia evaporare l'acqua, si ottiene una polvere viola: la cianidina.